# Manistàgols
Manistàgols és un paratge del terme municipal d'Isona i Conca Dellà, a l'antic terme de Conques.
El lloc és al sector més meridional de la part central del municipi, al sud-est de la vila de Conques. És a l'esquerra del riu de Conques i en el vessant septentrional del Serrat del Patxot. Hi pertany la Borda del Xiriveta.